# ماثيو غانون
ماثيو غانون (بالإنجليزية: Matthew Gagnon)‏ هو كاتب وممثل أمريكي، ولد في 10 ديسمبر 1980 في والنوت كريك في الولايات المتحدة.

## وصلات خارجية
- ماثيو غانون على موقع IMDb (الإنجليزية)
- ماثيو غانون على موقع قاعدة بيانات الفيلم (الإنجليزية)